# بنغاس ميكونغي
بنغاس ميكونغي (الاسم العلمي:Pangasius mekongensis ) هو نوع من الأسماك يتبع جنس البنغاس من فصيلة سلور القرش.